# Палеохора (дем Полигирос)
Палеохора (на гръцки: Παλαιοχώρα) е село в Егейска Македония, Гърция, част от дем Полигирос в административна област Централна Македония. Според преброяването от 2001 година селото има 895 жители.

## География
Палеохора е разположено в центъра на Халкидическия полуостров в северната част на планината Холомонда. Селото на практика е слято с разположеното на северозапад Риза (Сопотник) и е на два километра източно от Йероплатанос (Топлик).

## История

### В Османската империя
Към 1900 година според статистиката на Васил Кънчов („Македония. Етнография и статистика“) в Палехоръ живеят 400 жители гърци християни.
По данни на секретаря на Българската екзархия Димитър Мишев („La Macédoine et sa Population Chrétienne“) в 1905 година в Палехор (Palehor) има 570 гърци.

### В Гърция
В 1912 година, по време на Балканската война, в Палеохора влизат гръцки части и след Междусъюзническата война в 1913 година остава в Гърция. До 2011 година Палеохора е част от дем Зервохория.
| Име          | Име          | Ново име  | Ново име    | Описание                                 |
| ------------ | ------------ | --------- | ----------- | ---------------------------------------- |
| Кара Баир    | Καρά Μπαΐρ   | Мавроплая | Μαυροπλαγιά | възвишение на СЗ от Риза и на СИ от Сана |
| Осман Рахона | Όσμάν Ραχώνα | Рахони    | Ραχώνι      | възвишение на СИ от Палеохора (286 m)    |
| Цаирия       | Τσαΐρια      | Ливадия   | Λιβάδια     | местност на СИ от Палеохора              |